# Список глав Мали
Список глав Мали включает лиц, являвшихся главой государства Мали со времени провозглашения в 1958 году автономной Суданской Республики, пришедшей на смену французской заморской территории в Западной Африке.
В списке принято выделение периодов в соответствии с официальным названием государства, при этом в историографии также используется их выделение по времени действия конституций (по аналогии с выделением периодов истории Французской республики):
- Первая республика (фр. La 1re république) — Конституция 22 сентября 1960 года;
- Вторая республика (фр. La 2e république) — Конституция 2 июня 1974 года;
- Третья республика (фр. La 3e république) — Конституция 12 января 1992 года;
- Четвёртая республика (фр. La 4e république) — Конституция 22 июля 2023 года.

В настоящее время Республику Мали возглавляет Президент переходного периода (фр. Président de la Transition). Согласно действующей конституции, принятой в 2023 году, после окончания переходного периода полномочия главы государства вернутся Президенту Республики. Посту президента, избираемого прямым голосованием на пятилетний срок (с правом однократного переизбрания), посвящены статьи с 43 по 74, по которым глава государства является гарантом нормального и непрерывного функционирования государственных органов, национальной независимости и территориальной целостности, следит за сохранением и уважением национального суверенитета как внутри страны, так и за её пределами, является гарантом национального единства.
В январе 2022 года из-за ухудшения отношений с правительством Франции правительство Мали объявило о придании статуса официального языку бамана, по новой конституции французский был лишён статуса официального языка, став вместо этого рабочим языком. В то же время 13 национальных языков, а именно бамана, бобо, бозо, догонский, фула, хассания, кассонке, манинка, миньянка, сенуфо, сонгайские языки, сонинке и тамашек, стали официальными языками.
Использованная в первом столбце таблиц нумерация является условной; также условным является использование в первом столбце цветовой заливки, служащей для упрощения восприятия принадлежности лиц к различным политическим силам без необходимости обращения к столбцу, отражающему партийную принадлежность. Наряду с партийной принадлежностью, в столбце «Партия» также отражён беспартийный статус персоналий. В столбце «Выборы» отражены состоявшиеся выборные процедуры или иные основания получения полномочий. Для удобства список разделён на принятые в историографии периоды истории страны. Приведённые в преамбулах к каждому из разделов описания этих периодов призваны пояснить особенности её политической жизни.

## Суданская Республика (автономия, 1958—1960)
В 1890 году в результате продолжительной французской экспансии вглубь районов Западного Судана захваченные территории получили статус колонии под названием Французский Судан. В 1902 году колония стала частью административного объединения Сенегамбия и Нигер (реорганизовано в 1904 году в Верхний Сенегал и Нигер). В 1946 году Французский Судан получил статус заморской территории в рамках Французского союза, ему было предоставлено право создавать политические организации и представлять себя во французском парламенте. Появились первые партии, выступавшие за политическую и экономическую независимость от Франции. К концу 1950-х годов одна из таких партий, Суданский союз, взяла под контроль все общественно-политические организации, став единственной легальной партией. В 1957 году в стране введён режим ограниченной автономии, а в ноябре 1958 года — предоставлен статус автономной Суданской Республики (фр. République Soudanaise) в рамках Французского сообщества.
В январе 1959 года парламенты Суданской Республики, Сенегала и Верхней Вольты ратифицировали конституцию Федерации Мали — объединения автономных государств, 4 апреля на заседании федерального парламента было объявлено о её создании. 20 июня 1960 года федерация провозгласила независимость от Франции, однако уже 5 августа из неё вышла Верхняя Вольта (де-факто — в марте 1959 года), а 20 августа — Сенегал. 22 сентября Национальное собрание (парламент) объявило о роспуске федерации и провозгласило суверенитет Республики Мали.
|        | Портрет | Имя (годы жизни)                                             | Полномочия     | Полномочия       | Партия                                                   | Наименование должности | Пр.         |
| Начало | Портрет | Имя (годы жизни)                                             | Окончание      |                  | Партия                                                   | Наименование должности | Пр.         |
| ------ | ------- | ------------------------------------------------------------ | -------------- | ---------------- | -------------------------------------------------------- | --- | ----------- |
| 1      |         | Жан-Мари Коне (1913—1988) фр. Jean-Marie Koné                | 24 ноября 1958 | 15 апреля 1959   | Суданский союз — Африканское демократическое объединение | Председатель Временного Правительственного совета Суданской Республики фр. Président du Conseil de Gouvernement provisoire de la République soudanaise | [ 5 ]       |
| 2 (I)  |         | Мамаду Модибо Кейта (1915—1977) фр. Mamadou dit Modibo Keita | 15 апреля 1959 | 22 сентября 1960 | Суданский союз — Африканское демократическое объединение | Председатель Правительственного совета Суданской Республики фр. Président du Conseil de Gouvernement de la République soudanaise                       | [ 6 ] [ 7 ] |

## Республика Мали (с 1960)
22 сентября 1960 года Национальное собрание Суданской Республики (парламент) объявило о роспуске Федерации Мали и провозгласило суверенитет Республики Мали (фр. République du Mali). Главой государства стал действующий председатель Временного правительства Модибо Кейта. В середине 1960-х годов обострились разногласия в государственном аппарате страны. Группа «умеренных» настаивала на изменении взятого Кейтой курса на развитие плановой экономики: отказе от государственной монополии во внешней торговле и привлечении иностранного капитала, ликвидации убыточных предприятий, укреплении связей со странами Запада. В 1967 году Кейта распустил политбюро Суданского союза и парламент Мали, сформировал новый высший орган власти — Национальный комитет защиты революции (НКЗР). В ноябре 1968 года в ходе военного переворота к власти пришёл лейтенант Мусса Траоре. В результате переворота, Кейта, члены НКЗР и политбюро Суданского союза были арестованы; действие конституции было приостановлено; общественно-политические организации запрещены. Управление страной перешло к созданному Траоре Военному комитету национального освобождения.
В июне 1974 года была принята новая конституция, устанавливающая в стране пятилетний переходный к гражданскому правлению период. Основной закон также закрепил однопартийную политическую систему. Создана партия Демократический союз малийского народа, генеральным секретарём которой стал Траоре. В июне 1979 года Траоре был избран президентом Мали (переизбран в 1985 году). В конце 1980-х годов началась перестройка политической системы страны, инициатором которой выступили профсоюзы и оппозиционные партии Альянс за демократию в Мали и Национальный конгресс демократической инициативы. В марте 1991 года профсоюзы призвали граждан к всеобщей забастовке. 22 марта в стране было введено чрезвычайное положение. 26 марта в результате переворота Траоре был арестован военными во главе с подполковником Амаду Тумани Туре. Власть перешла к Совету национального примирения (с 31 марта — Переходный комитет спасения народа). В январе 1992 года на референдуме принята новая конституция. В апреле Альфа Умар Конаре был избран новым президентом Мали (переизбран в 1997 году). В 2002 году на президентских выборах одержал победу Туре.
В марте 2012 года, на фоне восстания туарегов на севере страны, в Мали произошёл военный переворот под руководством капитана Амаду Саного; президент и премьер-министр свергнуты; власть в стране перешла к Национальному комитету по восстановлению демократии и возрождению государства, приостановившему действие Конституции. 6 апреля туареги-сепаратисты, воспользовавшись переворотом, провозгласили Независимое Государство Азавад. В ходе продолжавшейся войны с сепаратистами Совет Безопасности ООН в октябре принял Резолюцию 2071, санкционировавшую военное вмешательство Франции для борьбы с исламистами в Азаваде. Национальное движение за освобождение Азавада начало мирные переговоры с правительством Мали об отказе от полной независимости Азавада и предоставлении ему статуса автономии, а также о помощи в борьбе с террористическими группировками. В июне 2013 года между правительством и сепаратистами было подписано мирное соглашение о прекращении огня. В июле состоялись президентские выборы, на которых одержал победу Ибрагим Бубакар Кейта.
В марте 2020 года, незадолго до выборов в Национальное собрание, джихадистами был похищен оппозиционный кандидат от партии Союз за республику и демократию Сумаила Сиссе. Похищение Сиссе, споры о легитимности выборов, продолжающееся сопротивление исламистов на востоке Мали и неустойчивая экономика привели к всеобщим протестам с призывом отстранить от власти президента страны. 18 августа военные во главе с полковником Ассими Гоитой подняли мятеж, арестовав Кейту и премьер-министра. Власть перешла к Национальному комитету спасения народа. 25 сентября комитет объявил об установлении переходного к гражданскому правлению периода продолжительностью 18 месяцев. Ба Ндау был назначен президентом в этот период. В январе 2021 года правительство распустило комитет. 24 мая после перестановок в кабинете министров (в том числе увольнении двух лидеров мятежа) вице-президент Гоита совершил переворот, арестовав Ндау и премьер-министра. В декабре Гоита объявил о продлении переходного периода на 5 лет — до 2026 года. Однако в июле 2022 года правительство Мали на саммите ЭКОВАС согласилось сократить переходный период и провести президентские выборы на три года раньше, в феврале 2024 года. В июне 2023 года в стране прошёл референдум, на котором была принята новая конституция, расширившая полномочия Президента Республики. В феврале 2024 года было объявлено, что президентские выборы пройдут 26 марта, а по истечении этого срока — отложены на неопределённый срок.
|              | Портрет         | Имя (годы жизни)                                             | Полномочия       | Полномочия | Партия                                                                                     | Выборы                                                                                            | Наименование должности | Пр.           |
| Начало       | Портрет         | Имя (годы жизни)                                             | Окончание        | | Партия                                                                                     | Выборы                                                                                            | Наименование должности | Пр.           |
| ------------ | --------------- | ------------------------------------------------------------ | ---------------- | --- | ------------------------------------------------------------------------------------------ | ------------------------------------------------------------------------------------------------- | --- | ------------- |
| 2 (II—III)   |                 | Мамаду Модибо Кейта (1915—1977) фр. Mamadou dit Modibo Keita | 22 сентября 1960 | 20 января 1961                                                                                                  | Суданский союз — Африканское демократическое объединение                                   | [ комм. 2 ]                                                                                       | Председатель Временного правительства Республики Мали фр. Président du Gouvernement provisoire de la République du Mali                                                                        | [ 6 ] [ 7 ]   |
| 2 (II—III)   | 20 января 1961  | Мамаду Модибо Кейта (1915—1977) фр. Mamadou dit Modibo Keita | 19 ноября 1968   | [ комм. 4 ] | Суданский союз — Африканское демократическое объединение                                   | Председатель Правительства Республики Мали фр. Président du Gouvernement de la République du Mali | | [ 6 ] [ 7 ]   |
| 3 (I—III)    |                 | Мусса Траоре (1936—2020) фр. Moussa Traoré                   | 19 ноября 1968   | 30 июня 1979 | военный                                                                                    | [ комм. 5 ]                                                                                       | Председатель Военного комитета национального освобождения фр. Président du Comité Militaire de Libération Nationale                                                                            | [ 15 ] [ 16 ] |
|              | 30 июня 1979    | Мусса Траоре (1936—2020) фр. Moussa Traoré                   | 29 июня 1985     | Демократический союз малийского народа                                                                          | 1979                                                                                       | Президент Республики фр. Président de la République                                               | | [ 15 ] [ 16 ] |
| 29 июня 1985 | 26 марта 1991   | Мусса Траоре (1936—2020) фр. Moussa Traoré                   | 1985             | Демократический союз малийского народа                                                                          |                                                                                            | Президент Республики фр. Président de la République                                               | | [ 15 ] [ 16 ] |
| —            |                 | Амаду Тумани Туре (1948—2020) фр. Amadou Toumani Touré       | 26 марта 1991    | 31 марта 1991                                                                                                   | военный                                                                                    | [ комм. 7 ]                                                                                       | Председатель Совета национального примирения фр. Président du Conseil de Réconciliation Nationale                                                                                              | [ 17 ] [ 18 ] |
| —            | 31 марта 1991   | Амаду Тумани Туре (1948—2020) фр. Amadou Toumani Touré       | 8 июня 1992      | Председатель Переходного комитета спасения народа фр. Président du Comité de Transition pour le Salut du Peuple | военный                                                                                    | [ комм. 7 ]                                                                                       | | [ 17 ] [ 18 ] |
| 4 (I—II)     |                 | Альфа Умар Конаре (1946—) фр. Alpha Oumar Konaré             | 8 июня 1992      | 8 июня 1997 | Альянс за демократию в Мали — Африканская партия за свободу, солидарность и справедливость | 1992                                                                                              | Президент Республики фр. Président de la République | [ 19 ] [ 20 ] |
| 4 (I—II)     | 8 июня 1997     | Альфа Умар Конаре (1946—) фр. Alpha Oumar Konaré             | 8 июня 2002      | 1997 | Альянс за демократию в Мали — Африканская партия за свободу, солидарность и справедливость |                                                                                                   | Президент Республики фр. Président de la République | [ 19 ] [ 20 ] |
| 5 (I—II)     |                 | Амаду Тумани Туре (1948—2020) фр. Amadou Toumani Touré       | 8 июня 2002      | 8 июня 2007 | беспартийный                                                                               | 2002                                                                                              | Президент Республики фр. Président de la République | [ 17 ] [ 18 ] |
| 5 (I—II)     | 8 июня 2007     | Амаду Тумани Туре (1948—2020) фр. Amadou Toumani Touré       | 22 марта 2012    | 2007 | беспартийный                                                                               |                                                                                                   | Президент Республики фр. Président de la République | [ 17 ] [ 18 ] |
| —            |                 | Амаду Хайя Саного (1972—) фр. Amadou Haya Sanogo             | 22 марта 2012    | 12 апреля 2012                                                                                                  | военный                                                                                    | [ комм. 9 ]                                                                                       | Председатель Национального комитета по восстановлению демократии и возрождению государства фр. Président du Comité National pour le Redressement de la Démocratie et la Restauration de l’État | [ 21 ] [ 22 ] |
| и. о.        |                 | Дионкунда Траоре (1942—) фр. Dioncounda Traoré               | 12 апреля 2012   | 4 сентября 2013                                                                                                 | Альянс за демократию в Мали — Африканская партия за свободу, солидарность и справедливость | [ комм. 10 ]                                                                                      | Временный Президент Республики фр. Président de la République par intérim | [ 23 ] [ 24 ] |
| 6 (I—II)     |                 | Ибрагим Бубакар Кейта (1945—2022) фр. Ibrahim Boubacar Keïta | 4 сентября 2013  | 4 сентября 2018                                                                                                 | Объединение за Мали                                                                        | 2013                                                                                              | Президент Республики фр. Président de la République | [ 25 ] [ 26 ] |
| 6 (I—II)     | 4 сентября 2018 | Ибрагим Бубакар Кейта (1945—2022) фр. Ibrahim Boubacar Keïta | 18 августа 2020  | 2018 | Объединение за Мали                                                                        |                                                                                                   | Президент Республики фр. Président de la République | [ 25 ] [ 26 ] |
| —            |                 | Ассими Гоита (1983—) фр. Assimi Goïta                        | 19 августа 2020  | 25 сентября 2020                                                                                                | военный                                                                                    | [ комм. 12 ]                                                                                      | Председатель Национального комитета спасения народа фр. Président du Comité national pour le Salut du Peuple                                                                                   | [ 27 ] [ 28 ] |
| 7            |                 | Ба Ндау (1950—) фр. Bah N’Daw                                | 25 сентября 2020 | 24 мая 2021 | беспартийный                                                                               | [ комм. 14 ]                                                                                      | Президент переходного периода фр. Président de la Transition | [ 29 ] [ 30 ] |
| —            |                 | Ассими Гоита (1983—) фр. Assimi Goïta                        | 24 мая 2021      | 28 мая 2021 | военный                                                                                    | [ комм. 15 ]                                                                                      | Вице-президент переходного периода фр. Vice-Président de la Transition | [ 27 ] [ 28 ] |
| 8            | 28 мая 2021     | Ассими Гоита (1983—) фр. Assimi Goïta                        | действующий      | Президент переходного периода фр. Président de la Transition                                                    | военный                                                                                    | [ комм. 15 ]                                                                                      | | [ 27 ] [ 28 ] |